# Siemens-Schuckert (Sankt Petersburg)
Siemens-Schuckert war der Name eines Elektromotorenwerks im Wassiljewski-Insel-Bezirk in Sankt Petersburg (später in „S.M. Kirow“ umbenannt), das im Jahre 1853 gegründet wurde.
Im Januar 1917 arbeiteten im Werk 1970 Arbeiter. Im Werk gab es eine Organisation der Sozialdemokratischen Arbeiterpartei Russlands mit 120 Mitgliedern (Stand: September 1917), die von K. Samzow geleitet wurde. Im März 1917 entstanden im Werk Abteilungen der Arbeitermiliz, die von S.W. Jermakow als Befehlshaber geführt wurden. Diese wurden in einer Anzahl von 100 Mann im Oktober 1917 zu einer Gruppe der Roten Garde umgebildet.
Die Abteilungen der Roten Garde führt im Oktober 1917 W.W. Tschekmarjow. Die Rotgardisten nahmen an der Besetzung des Warschauer Bahnhofs, der Stadtduma und am Sturm auf das Winterpalais teil. Sie schützten die südwestlichen Zugänge nach Petrograd vor den konterrevolutionären Truppen.
Später kämpften sie beim Dorf Alexandrowskoje südlich von Pulkowo und Gattschina bei der Niederschlagung des von Kerenski und Krasnow organisierten Aufstands. Nach der Oktoberrevolution beteiligten sich die Parteimitglieder des Werkes am Aufbau der Strukturen der neuen Regierung, besonders beim Volkskommissariat für Auswärtige Angelegenheiten.